# Distrito de San Jerónimo (Cuzco)
El distrito de San Jerónimo es uno de los ocho que conforman la provincia del Cuzco, ubicada en el departamento del Cusco en el Sur del Perú. Este distrito se encuentra dentro de la conurbación de este área metropolitana del Cusco.

## Historia
San Jerónimo ocupa la base de lo que fue el primer pozo del Lago Morkill; antes de la ocupación prehispánica, perteneció al antiguo reino de los Omas y Maras. Compuesto por tribus como los Antis (localizados en la parte alta cerca de Huacoto), y los Maras. Todas estas etnias fueron conquistados por los Incas hacia finales del periodo tardío, entre los años 1,200 y 1,400, construyendo grandes obras de infraestructura para la producción agrícola en el piso del Valle, aprovechando óptimamente los recursos hídricos y la fertilidad de la tierra. 
En el Distrito de San Jerónimo se ubican yacimientos arqueológicos que evidencian la presencia del hombre desde el Horizonte Temprano (1000 a. C.), así como también material cultural correspondiente al Período Intermedio Temprano (Wary), Horizonte Medio(Qotakalle), Horizonte Intermedio Tardío (Killke) y también pertenecientes a la época Inca u Horizonte Tardío. En este último periodo (Inca) los cronistas mencionan la presencia de un pueblo denominado Oma, que debió estar ubicado en el actual Distrito de San Jerónimo.
San Jerónimo antes de constituirse en centro poblado, era territorio compuesto por un conjunto de 14 Ayllus: (Yanacona, Collana Chahwan Qosqo, Ccallampata, Urin aca, Mama Chimaraura, Acamana, Apumayta, Ro’uequirau, Rarau, Orcompugio (picol orcompugio), Sucsu Aucaylle, Kirkas, Conchacalla, Chima Panaca) varios de los cuales eran Ayllus Reales dispersos en toda el área, estos conformaban subsistemas dentro de un patrón de ocupación disperso dentro del territorio, cuyo centro de dominio Político Religioso era la ciudad del Cusco. En la época colonial se crearon nuevas formas de organización territorial, a consecuencia del nuevo sistema impuesto; hacia finales del siglo XVI los ayllus diseminados en el valle fueron reducidos a poblaciones. Es en 1571 que se funda la parroquia de San Jerónimo como una simple ermita para el culto, edificándose la iglesia sobre una Huaca Inca y sobre terrenos pertenecientes al Ayllu Sorama, con sus Ayllus: Urin Qosqo, Yabacona, Collana, Urin Saca Mama y Chimaraurau con sus caciques; Pascual Tupayupanqui Panaca y Pascual Quispe Rimachi. San Jerónimo fue incorporado oficialmente a la Corona el 11 de agosto de 1571.
Los ayllus fueron “reducidos” y encomendados a los españoles por intermedio de la orden Domínica, quienes fueron los primeros y verdaderos fundadores del poblado colonial de San Jerónimo; esta Orden era privilegiada por haber intervenido en la conquista con el padre Domingo Vicente Valverde, tocándoles en el reparto de tierras la hacienda de Patapata.  El 28 de diciembre de 1628 se elige en la casa cabildo de la parroquia el primer alcalde y sus regidores.
En el período republicano se reconoce a San Jerónimo como distrito durante el periodo del gobierno de Ramón Castilla el 2 de enero de 1857. 
En este periodo se construyen nuevas edificaciones a lo largo de la vía principal,  en forma de hilera longitudinal, como es el caso de la construcción de la Casa Velasco (Hoy Colegio Alejandro Velasco Astete), la capilla de Santa Rosa por el sector de la actual piscina municipal cuyo único vestigio es la portada que fue trasladada a la actual cementerio. Así mismo en la calle Sorama existen vestigios de muros de la Capilla San Lorenzo, en la calle Loreto existió la capilla Loreto de la cual no existen vestigios por lo que se puede afirmar que la traza en este periodo llegó hasta este sector. A partir de la década del 50 se delimitan las manzanas del sector norte, manteniendo los ejes tradicionales, pero aumentando su tamaño en dos o tres módulos reticulares. El Sr. Alcalde y el Concejo del Municipio de fecha 17 de marzo de 1957 hicieron la conveniencia de hacer el cambio de los nombres de las calles de esta población de quechua a castellano de la siguiente forma:
•Accamana –> Mariscal Gamarra
•Auccaylle –> Alejandro Velasco Astete
•Ccollana –> Fray Domingo Cabrera y Lartaun
•K’allampata –> Almagro
•Anahuarque –> Tupac Amaru
•Larapita –> 30 de Septiembre
•Añas Pujío –> 28 de Julio
•Pausas –> 24 de Junio
Gráfico donde se aprecia la traza urbana del Distrito de San Jerónimo entre los siglos XVII al XX. Fuente: Equipo Técnico PUA San Jerónimo 2006
•Chima -> Pumaccahua
•Umacalle –> Coronel Salas
•Tecte –> Coronel la Torre Con la reforma agraria de 1965-1970 se rompe el bloqueo territorial de dominio de haciendas que empiezan a sub- dividirse y pasan al poder de las comunidades campesinas heredadas de los antiguos ayllus, al mismo tiempo se crea un incontrolable mercado de oferta y demanda del territorio como respuesta a la ocupación del piso del valle por una nueva población emergente y emigrante, proveniente de las áreas rurales y provincias cercanas. Este hecho alteró la estructura urbana sin ningún tipo de planificación.En las décadas de los setenta y ochenta, se inicia un proceso de ocupación urbana continua en torno al eje principal de comunicación (carretera Cusco – Urcos).Esta tendencia inicia la des-articulación del espacio rural adyacente al urbanizarse sus mejores terrenos productivos, acelerándose este proceso en la década de los noventa. Se alteran los ecosistemas más valiosos del Valle Sur como los humedales y las quebradas omicrocuencas (Margen derecha). Se crean nuevas habilitaciones urbanas, tales comoVirgen del Rosario, Electro Perú, Villa el Sol, Nuevo Horizonte, etc.; cuyas modalidades de ocupación son diversas entre legales e invasiones (Virgen del Rosario).Los desequilibrios de la urbanística colonial se reprodujeron en las épocas republicanas y se agudizaron en la actualidad con la presencia de nuevas condiciones socioeconómicas y múltiples procesos de des articulación del espacio rural.
En la década de los noventa el proceso de ocupación urbana continúa, se consolidan manzanas al sur del poblado ocupando áreas de terrenos productivos, ocupación de los bordes del río y la ocupación de áreas con valor patrimonial como es el caso de los andenes de Pata Pata, Convento moqo, entre otros. Actualmente se observa con mayor fuerza la presión constante que existe sobre las áreas agrícolas reduciendo aún más las áreas de producción, empezando a ocupar inclusive áreas de riesgo (quebradas y franjas de-servidumbre), así como la distorsión del centro histórico con construcciones .

## La Iglesia San Jerónimo
La iglesia de San Jerónimo fue planeada primero como ermita. De acuerdo a las investigaciones de Pablo Macera, aquí vivió parte de la elite indígena que buscó demostrar su poder y su prestigio a través de la construcción de este magnífico templo. 
Según Wethey, su arquitectura guarda todavía rasgos del siglo XVI. La fachada, por ejemplo, es de estilo renacentista. Está compuesta por tres arcos y un balcón en la parte superior. Destaca también la espadaña, que le confiere al templo una dimensión mayor. 
La advocación principal es San Jerónimo. La iglesia se encuentra adornada con pintura mural, y su estado de conservación es muy malo. Las mejores pinturas son las del arco toral, que son también las más antiguas. Uno de los orgullos de la iglesia son sus siete espléndidos altares barrocos

## Geografía
El territorio de este distrito se extiende en 103,34 kilómetros cuadrados y tiene una altitud 
de 3 245 metros sobre el nivel del mar. 

## Población
El distrito tiene una población aproximada de 31 700 habitantes.

## Autoridades

### Municipales
- 2019-2022
  - Alcalde: Albert Aníbal Arenas Yábar.
  - Regidores: Sabino Quispe Serrano, Hernando Ismael Ticona Choquehuanca, Edith Sonia Quirquihuaña Zavaleta, Eliana Cutipa Mamani, Wilbert Kjuro Arenas y Fidel Huamán Huari.

#### Autoridades anteriores
- 2015-2018[1]
  - Alcalde: Willian Paño Chinchazo, del Partido Democrático Siempre Unidos (S.U).

- 2011-2014[1]
  - Alcalde: Policarpo Ccorimanya Zúñiga, del Partido Democrático Somos Perú (SP).
  - Regidores: Juan Usca Huamán (SP), Matilde Fernández Flórez (SP),  Paulino Serrano Sutta (SP), Anabel Mercedes Huamán Pinedo (SP), Chris Ofelia Mozo Sinchi Roca (SP), Wilbert Valderrama Condo (Qosqollay), Ruperto Benavente Velásquez Movimiento Regional Pan).
- 2007-2010
  - Alcalde: Justino Adolfo Zúñiga Paro.
  - Alcalde: Policarpo Ccorimanya Zúñiga 1999 - 2006
  - Alcalde: Calixto Coanqui Quispe 1993-1998
  - Alcalde: Juan Pablo Atayupanqui Chamorro 1981-1992

### Religiosas
- Arzobispo metropolitano Monseñor Juan Antonio Ugarte Pérez.

## Festividades
- Carnavales
- Linderajes
- Cruces
- Semana Santa
- Corpus Christi
- San Jerónimo
- Todos los Santos

## Ciudades Hermanas
| Ciudad        | División administrativa | País    | Ref.  |
| ------------- | ----------------------- | ------- | ----- |
| Edegem (2004) | Provincia de Amberes    | Bélgica | [ 2 ] |